# 로넷 맥키
로넷 매키(Lonette McKee, 1954년 7월 22일 ~ )는 미국의 배우, 각본가, 가수, 영화 제작자, 음반 제작자이다.
디트로이트에서 태어났다.

## 영화
- 어게인스트 더 잡 (2014년)
- 러브 (2012년) - 할머니 역
- 허니 2 (2011년) - 코니 다니엘스 역
- Dream Street (2010)
- 에이 티 엘 (2006년)
- 그녀는 날 싫어해 (2004년)
- 허니 (2003년) - 미시즈 다니엘즈 역
- 패스트 푸드 패스트 우먼 (2000년) - 셔리-린 역
- 맨 오브 오너 (2000년) - 엘라 역
- 블라인드 페이스 (1998년)
- 히 갓 게임 (1998년) - 마샤 셔틀스워스 역
- 말콤 X (1992년)
- 정글 피버 (1991년)
- 병사의 낙원 (1987년)
- 라운드 미드나잇 (1986년)
- 백만장자 브루스터 (1985년) - 안젤라 드레이크 역
- 커튼 클럽 (1984년)
- 스파클 (1976년)